# Оносма песчаная
Оно́сма песча́ная (лат. Onosma arenaria) — вид цветковых растений рода Оносма (Onosma) семейства Бурачниковые (Boraginaceae).

## Ботаническое описание

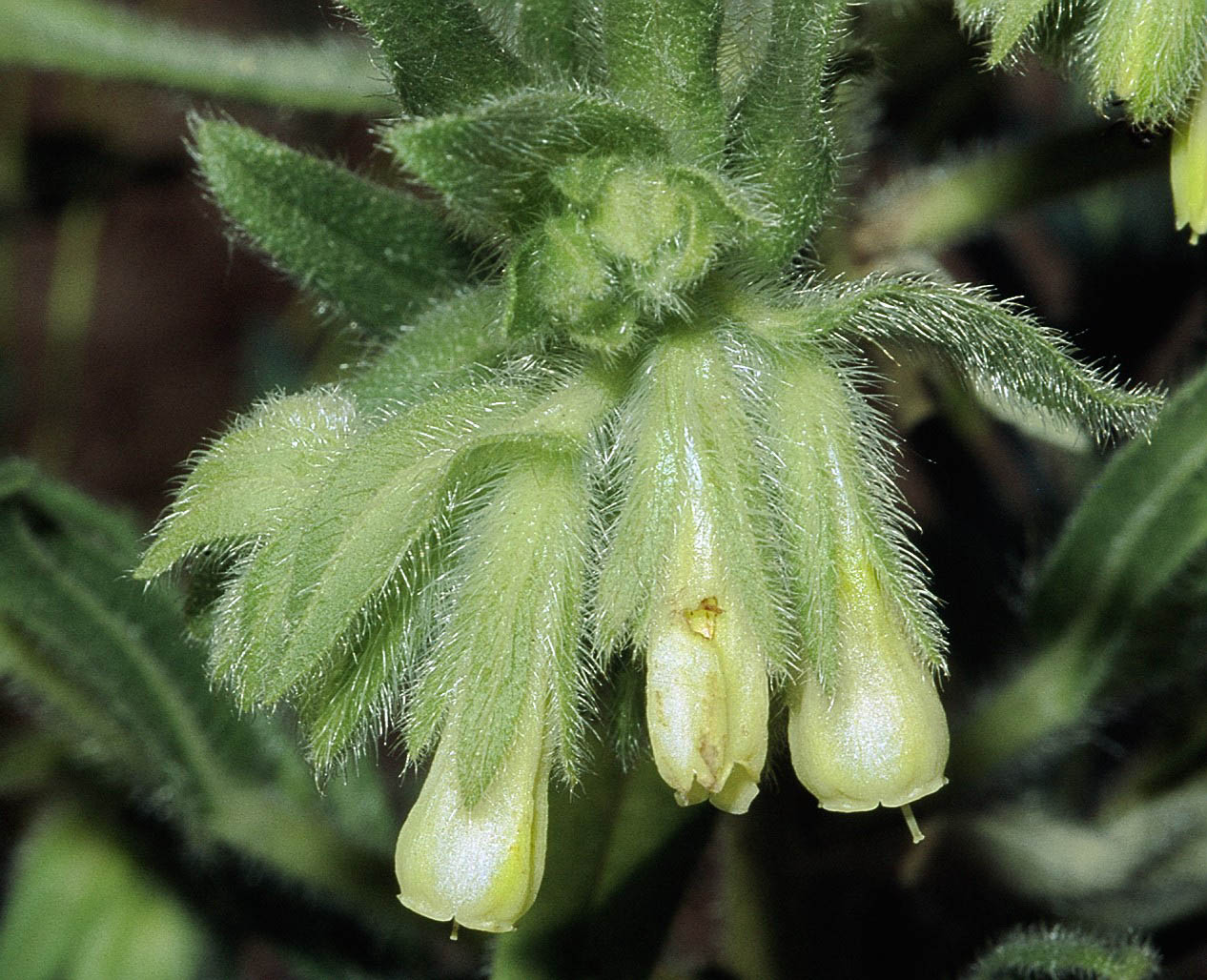
Цветки

Двулетнее травянистое растение высотой от 30 до 50 см. Всё растение монотонного зелёного цвета, опушённое беловатыми или желтоватыми волосками, жёсткое. Цветоносы одиночные, крепкие, прямостоячие, сильно ветвящиеся, облиственные, покрыты короткой щетиной. Листья линейно-ланцетные, 1—3 см шириной, покрыты щетинками, иногда сидящими на отдельных выпячиваниях.
Соцветие покрыто густыми шипиками, густо ветвится и имеет пирамидальный контур. Цветки прямостоячие или поникающие. Венчик длиной 12—16 см, околоцветник колокольчатый.
Плод — сборный многоорешек, чашевидный, длиной 15—17 мм, на короткой плодоножке. Отдельные орешки серо-коричневые с более тёмными пятнами, гладкие, блестящие, 3—4 мм длиной.

## Распространение

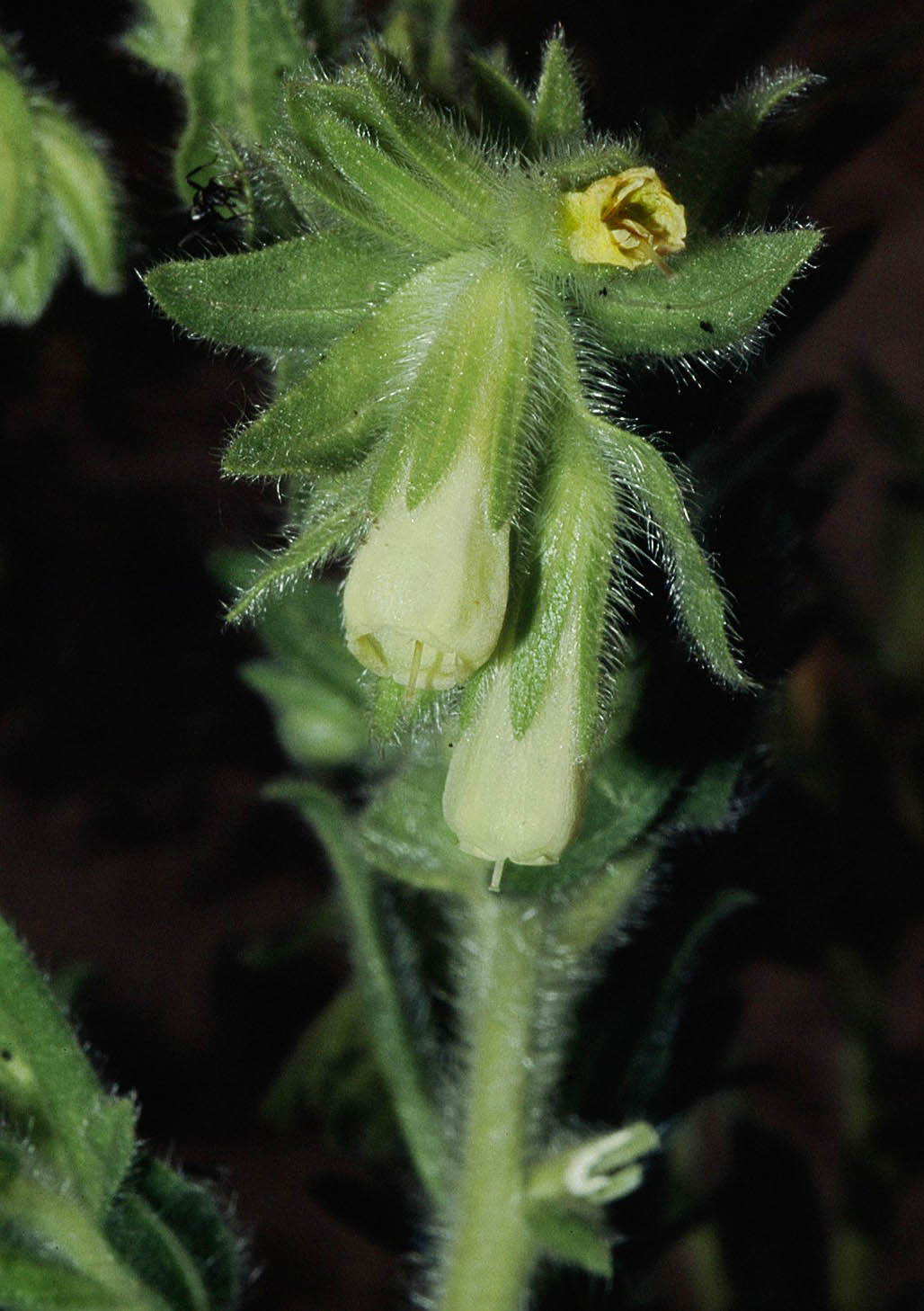
Цветоносы с цветками

Произрастает в восточной и южной Франции, Швейцарии, северной Италии и Юго-Восточной Европе до южной России. В Австрии вид крайне редок и вымирает.

## Местообитание
Обитают в степях, сухих лугах или мягких карбонатных скалах, в сосновых борах. Предпочитает тёмные, сухие, известковые, песчаные почвы.